# ديموستيني

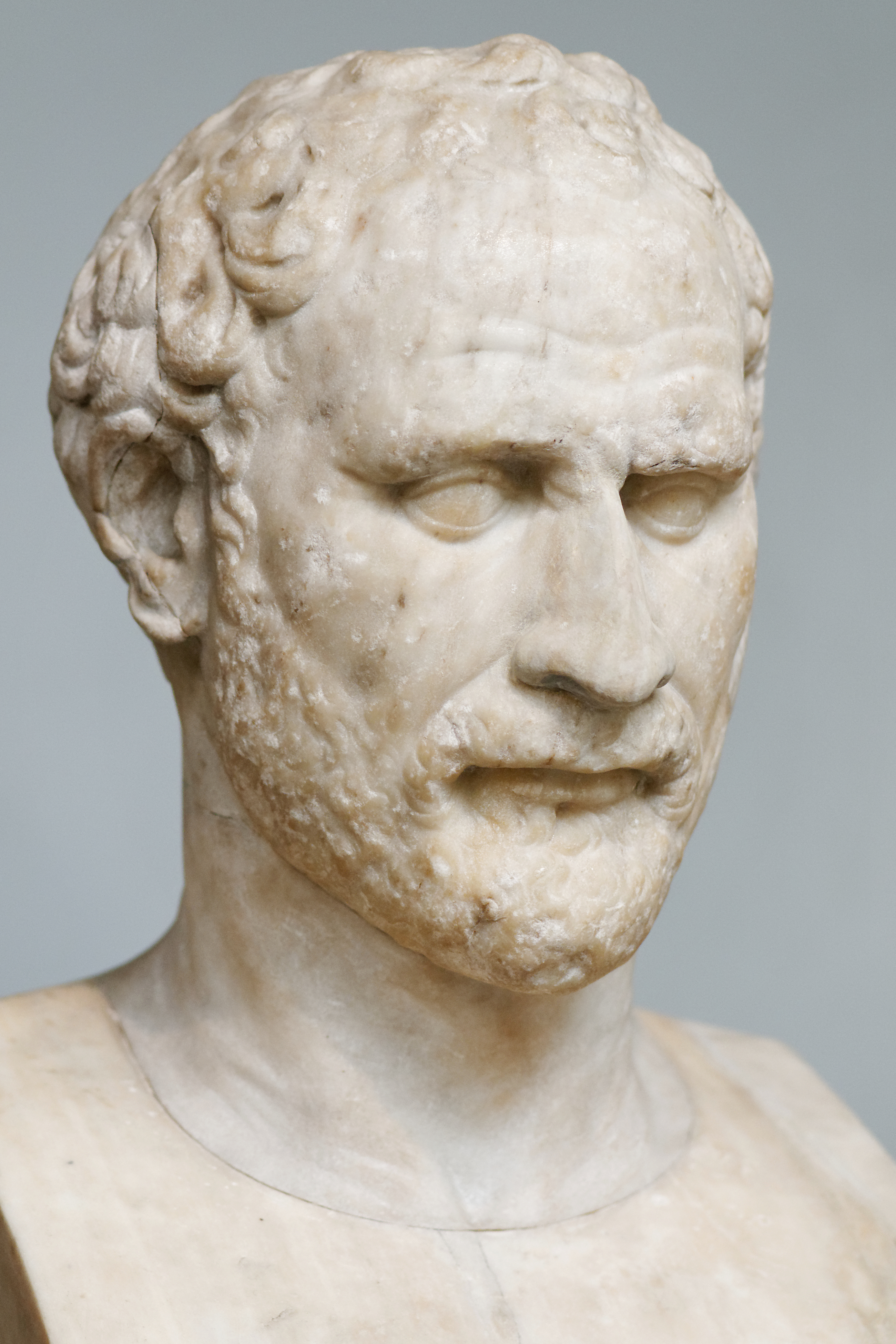
ديموستيني في نسخة رخامية رومانية عن الأصلية اليونانية التي قام بها بوليكليتوس

دِمُسْتين أو ديموستيني أو ديموسثينيس (384 ق.م. - 322 ق.م.) (باليونانية: Δημοσθένης) كان رجل دولة إغريقي وخطيباً بارزاً في أثينا القديمة. تشكل خطبه تعبيراً هاماً للمهارة العالية للثقافة الأثينية القديمة، وتوفر فهماً شاملاً لسياسة وثقافة اليونان القديمة أثناء القرن الرابع قبل الميلادي. تعلم ديموستيني البلاغة بعد دراسته لخطابات الخطباء العظماء السابقين. قام بأول خطاباته القضائية في سن العشرين، التي جادل فيها عملياً لكي يكسب ما بقي من ميراثه. لفترة من الزمن، جعل ديموستيني معيشته ككاتب خطابة ومحامٍ محترف، حيث قام بكتابة خطابات ليستعملها في الدعاوى القانونية الخاصة.

## نبذة
ترعرع ديموستيني وهو مهتم بالسياسة، وفي عام 354 قبل الميلاد قدم أول خطاباته السياسية العامة. واستمر بتكريس السنوات الأكثر إنتاجاً من حياته وهو معارض لتوسع مملكة مقدونيا. مثل مدينته وناضل طوال حياته لإعادة سيادة أثينا ولتحفيز مواطنيه ضد فيليبوس الثاني المقدوني. أراد أن تبقى مدينته حرة وأن يتم تأسيس تحالف ضد مقدونيا، في محاولة فاشلة لعرقلة خطط فيليبوس التوسعية جنوباً لفتح كل الولايات الإغريقية. بعد رحيل فيليبوس، لعب ديموستيني دوراً أساسياً في انتفاضة مدينته ضد الملك الجديد لمقدونيا، الإسكندر الأكبر. ولكن جهوده فشلت ولقت الثورة رد فعل مقدوني قاسٍ. لمنع ثورة مماثلة ضد حكمه الخاص، بعث خليفة الإسكندر الأكبر أنتيباتر رجاله لتعقب ديموستيني.
فهرب ديموستيني لينجو بحياته من أن يتم القبض عليه من قبل أرخياس وهو أمين أسرار أنتيباتر .

## روابط خارجية
- ديموستيني على موقع الموسوعة البريطانية (الإنجليزية)
- ديموستيني على موقع إن إن دي بي (الإنجليزية)
- ديموستيني على موقع ديسكوغز (الإنجليزية)